# Qualificatórias do Mundial Feminino de Voleibol 2006 - África
As qualificatórias do Mundial Feminino de Voleibol de 2006 na África, organizado pela CAVB, contava com três vagas para o evento. Foram organizados três torneios qualificatórios, e o vencedor de cada um asseguraria participação nas finais do evento. O primeiro, realizado em março de 2005, foi vencido pelo país-sede, o Egito; o segundo, que teve lugar na Maurícia no mês seguinte, foi vencido por Camarões; e o terceiro, disputado no Quênia em junho, foi igualmente vencido pelo organizador do evento.
Quênia e Egito são duas das maiores forças do voleibol africano, e já haviam participado de edições anteriores da competição. Camarões superou adversários mais tradicionais - como, por exemplo, a Tunísia - para assegurar sua primeira participação no torneio. Seu único envolvimento prévio no campeonato mundial fora em 1990, quando o time masculino terminara na penúltima posição (15º lugar).